# Élections législatives hongroises de 1998
Les élections législatives hongroises de 1998 (en hongrois : 1998-es magyarországi országgyűlési választás) se tiennent les dimanches 10 et 24 mai 1998, afin d'élire les 386 députés de la 3e législature de l'Assemblée nationale pour un mandat de quatre ans.
Le scrutin, marqué par une participation en nette baisse, voit la victoire des partis du centre droit et de la droite, au premier chef le Fidesz de l'ancien opposant au régime communiste Viktor Orbán qui supplante le MDF comme principale force conservatrice. Bien que second en voix, le Fidesz arrive premier en sièges devant le MSZP au pouvoir de Gyula Horn grâce à des accords de désistement avec le MDF. Orbán accède ensuite au pouvoir dans le cadre d'un gouvernement de coalition.

## Contexte
Après les élections de 1994, le Parti socialiste hongrois (MSZP) de Gyula Horn remporte la majorité absolue des sièges à l'Assemblée nationale. Bien qu'il puisse gouverner seul, il forme un gouvernemet de coalition avec l'Alliance des démocrates libres (SZDSZ), arrivée deuxième de ce scrutin. Pour assainir les finances publiques, le gouvernement conduit une sévère politique d'austérité, ce qui le rend impopulaire,. 
Le 12 juin 1995, le président de la République Árpád Göncz est réélu par les parlementaires pour un second quinquennat.

## Mode de scrutin
L'Assemblée nationale (Országgyűlés) est le Parlement monocaméral de la république de Hongrie. Elle se compose de 386 députés, élus pour une législature de quatre ans au suffrage universel direct selon un mode de scrutin mixte : 
- 176 députés sont élus au scrutin uninominal majoritaire à deux tours
- 128 députés sont élus au scrutin proportionnel plurinominal dans les comitats ;
- 82 députés sont désignés au scrutin proportionnel plurinominal par compensation au niveau national.

Pour que le résultat d'une circonscription (uninominale ou plurinominale) soit validé, le taux de participation doit atteindre 50 % des inscrits. Dans le cas contraire, un second tour est convoqué et ce quorum tombe à 25 % des inscrits. Seuls les partis ayant reçu au moins 5 % des suffrages exprimés au niveau national bénéficient de la répartition des sièges de comitat et de compensation.
Les sièges de compensation sont répartis en additionnant au niveau national l'ensemble des suffrages inutiles, qui n'ont pas permis à un parti de remporter une circonscription ou un siège dans un comitat.

## Campagne
| Parti | Parti                                                                     | Idéologie                                                  | Chef de file                           | Résultat en 1994           |
| ----- | ------------------------------------------------------------------------- | ---------------------------------------------------------- | -------------------------------------- | -------------------------- |
|       | Parti socialiste hongrois Magyar Szocialista Párt (MSZP)                  | Centre gauche Social-démocratie, europhilie                | Gyula Horn (Premier ministre)          | 33 % des voix 209 députés  |
|       | Alliance des démocrates libres Szabad Demokraták Szövetsége (SZDSZ)       | Centre Social-libéralisme, libéralisme économique          | Gábor Kuncze (Ministre de l'Intérieur) | 19,7 % des voix 70 députés |
|       | Forum démocrate hongrois Magyar Demokrata Fórum (MDF)                     | Centre droit Démocratie chrétienne, conservatisme          | Sándor Lezsák                          | 11,7 % des voix 38 députés |
|       | Parti indépendant des petits propriétaires Független Kisgazdapárt (FKGP)  | Droite Agrarisme, nationalisme, conservatisme              | József Torgyán                         | 8,8 % des voix 26 députés  |
|       | Fidesz – Parti civique hongrois Fidesz – Magyar Polgári Párt (Fidesz-MPP) | Centre droit Conservatisme, démocratie chrétienne          | Viktor Orbán                           | 7 % des voix 20 députés    |
|       | Parti populaire démocrate-chrétien Kereszténydemokrata Néppárt (KDNP)     | Centre droit National-conservatisme, démocratie chrétienne | György Giczy                           | 7 % des voix 22 députés    |

## Résultats
|                           |                                                   |                     |                     |                     |                     |                     |                     |                     |                     |                       |                       |                       |                       |         |              |               |  |
| Partis                    | Partis                                            | Scrutin majoritaire | Scrutin majoritaire | Scrutin majoritaire | Scrutin majoritaire | Scrutin majoritaire | Scrutin majoritaire | Scrutin majoritaire | Scrutin majoritaire | Scrutin proportionnel | Scrutin proportionnel | Scrutin proportionnel | Scrutin proportionnel | S. Nat. | Total Sièges | +/-           |  |
| Partis                    | Partis                                            | 1er tour            | 1er tour            | 1er tour            | 2e tour             | 2e tour             | 2e tour             | Total               | +/-                 | Scrutin proportionnel | Scrutin proportionnel | Scrutin proportionnel | Scrutin proportionnel | S. Nat. | Total Sièges | +/-           |  |
| Partis                    | Partis                                            | Voix                | %                   | S.                  | Voix                | %                   | S.                  | Total               | +/-                 | Voix                  | %                     | +/-                   | S.                    | S. Nat. | Total Sièges | +/-           |  |
|                           | Parti socialiste hongrois (MSZP)                  | 1 332 178           | 29,82               | 0                   | 1 941 307           | 43,04               | 54                  | 54                  | 95                  | 1 497 231             | 32,92                 | 0,07                  | 50                    | 30      | 134          | 75            |  |
|                           | Fidesz-Parti civique hongrois (Fidesz-MPP)        | 956 008             | 21,40               | 1                   | 1 706 155           | 37,83               | 89                  | 90                  | 90                  | 1 340 826             | 29,48                 | 22,46                 | 48                    | 10      | 148          | 128           |  |
|                           | Parti indépendant des petits propriétaires (FKGP) | 594 023             | 13,30               | 0                   | 275 857             | 6,12                | 12                  | 12                  | 11                  | 597 820               | 13,15                 | 4,33                  | 22                    | 14      | 48           | 22            |  |
|                           | Alliance des démocrates libres (SZDSZ)            | 456 008             | 10,21               | 0                   | 139 504             | 3,10                | 2                   | 2                   | 14                  | 344 352               | 7,57                  | 12,17                 | 5                     | 17      | 24           | 45            |  |
|                           | Parti hongrois de la justice et de la vie (MIÉP)  | 249 127             | 5,58                | 0                   | 28 608              | 0,63                | 0                   | 0                   | en stagnation       | 248 901               | 5,47                  | 3,88                  | 3                     | 11      | 14           | 14            |  |
|                           | Parti ouvrier hongrois (MMP)                      | 165 455             | 3,70                | 0                   | 17 703              | 0,39                | 0                   | 0                   | en stagnation       | 179 672               | 3,95                  | 0,76                  | 0                     | 0       | 0            | en stagnation |  |
|                           | Forum démocrate hongrois (MDF)                    | 343 089             | 7,68                | 0                   | 356 891             | 7,91                | 17                  | 17                  | 12                  | 127 118               | 2,80                  | 8,94                  | 0                     | 0       | 17           | 21            |  |
|                           | Parti populaire chrétien-démocrate (KDNP)         | 129 787             | 2,90                | 0                   | 122                 | 0,00                | 0                   | 0                   | 3                   | 104 892               | 2,31                  | 4,72                  | 0                     | 0       | 0            | 22            |  |
|                           | Parti populaire démocratique hongrois (MDNP)      | 87 971              | 1,97                | 0                   | 247                 | 0,01                | 0                   | 0                   | en stagnation       | 61 004                | 1,34                  | Nv.                   | 0                     | 0       | 0            | en stagnation |  |
|                           | Nouvelle Alliance pour la Hongrie (USM)           | 23 891              | 0,53                | 0                   | 1 502               | 0,03                | 0                   | 0                   | en stagnation       | 22 220                | 0,49                  | Nv.                   | 0                     | 0       | 0            | en stagnation |  |
|                           | Autres partis                                     | 54 438              | 1,22                | 0                   | 2 932               | 0,06                | 0                   | 0                   | –                   | 23 646                | 0,52                  | –                     | 0                     | 0       | 0            | –             |  |
|                           | Indépendants                                      | 75 965              | 1,70                | 0                   | 39 154              | 0,87                | 1                   | 1                   | 1                   |                       |                       |                       |                       |         | 1            | 1             |  |
|                           |                                                   |                     |                     |                     |                     |                     |                     |                     |                     |                       |                       |                       |                       |         |              |               |  |
| Suffrages exprimés        | Suffrages exprimés                                | 4 467 940           | 98,49               |                     | 4 509 982           | 98,68               |                     |                     |                     | 4 547 682             | 99,50                 |                       |                       |         |              |               |  |
| Votes blancs et invalides | Votes blancs et invalides                         | 68 314              | 1,51                | 60 404              | 1,32                | 22 704              | 0,50                |                     |                     |                       |                       |                       |                       |         |              |               |  |
| Total                     | Total                                             | 4 536 254           | 100                 | 1                   | 4 570 386           | 100                 | 175                 | 176                 | en stagnation       | 4 570 386             | 100                   | –                     | 128                   | 82      | 386          | en stagnation |  |
| Abstention                | Abstention                                        | 3 526 454           | 43,74               |                     | 3 446 011           | 42,99               |                     |                     |                     | 3 446 011             | 42,99                 |                       |                       |         |              |               |  |
| Inscrits/Participation    | Inscrits/Participation                            | 8 062 708           | 56,26               | 8 016 397           | 57,01               | 8 016 397           | 57,01               |                     |                     |                       |                       |                       |                       |         |              |               |  |

### Analyse
Bien que le Parti socialiste hongrois (MSZP) du Premier ministre Gyula Horn se soit classé premier en termes de suffrages exprimés, il a été victime des désistements entre le Fidesz-Parti civique hongrois (Fidesz-MPP) de Viktor Orbán — qui parvient ainsi à se hisser au rang de première force parlementaire alors qu'il occupait à peine 20 sièges au cours de la précédente législature — et le Forum démocrate hongrois (MDF), au pouvoir entre 1990 et 1994. Plus globalement, le pays a amorcé un sévère virage à droite avec la forte progression du Parti indépendant des petits propriétaires (FKGP), parti rural d'inspiration conservatrice, qui double presque sa représentation, la percée du Parti hongrois de la justice et de la vie (MIÉP), nationaliste d'extrême droite et la brusque dégringolade de l'Alliance des démocrates libres (SZDSZ), deuxième parti de Hongrie depuis 1990. L'entrée du MIEP à l'assemblée est un évènement : l'extrême droite n'était encore jamais arrivée au parlement en Hongrie démocratique.

## Conséquences
Ayant formé une alliance avec le FKGP et le MDF, le président du Fidesz Viktor Orbán, âgé de 35 ans, constitue un gouvernement de coalition disposant d'une solide majorité de 213 députés sur 386 et engage une politique associant baisse de la fiscalité et réduction du déficit public.